# Rorik

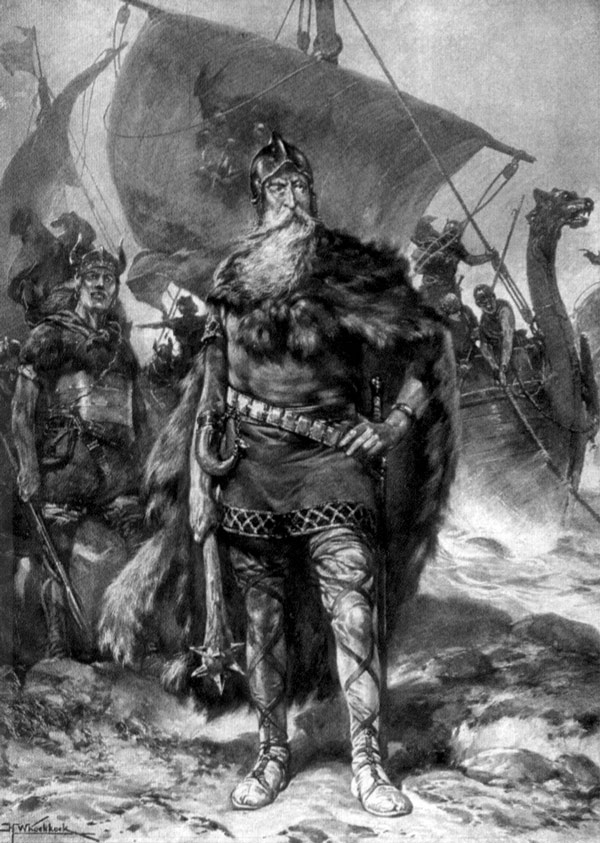
Rorik volgens H.W. Koekkoek in 1912

Rorik, ook wel Rurik, Roerik van Dorestad of Hrørek (ca. 820 – na 873, voor 882) was een Deense Viking uit Jutland die tussen 841 en 873 als hertog over een deel van Frisia heerste, het graafschap West-Frisia. Hij zwoer in 873 trouw aan Lodewijk de Duitser.  

## Familie
Rorik en zijn broer Harald waren waarschijnlijk oomzeggers van de Deense koning Harald Klak, en dus neven van Godfred Haraldson. Rorik was wellicht geen zoon van Haralds broer Hemming, die in 837 op Walcheren in een gewapende strijd viel, toen hij als Deense, gekerstende dux (aanvoerder) graaf Ekkehard bijstond tijdens een Deense aanval op het eiland. De aanval stond vermoedelijk onder leiding van de broers Harald en Rorik, die zo dus verantwoordelijk waren te houden voor de dood van hun oom.
Er zijn nog andere broers van Harald Klak bekend: Anulo stierf in 812 en Ragnfried in 814. Rorik was waarschijnlijk de jongere broer, aangezien hij niet, zoals zijn broer Harald, in 826 in Mainz gedoopt is.
Rorik was de oom van de Viking Rodulf (de zoon van zijn broer Harald) die omkwam bij een aanval in het huidige Friesland in 873.

## Regeren
Bij de opstand tegen Lodewijk de Vrome in 834 door zijn zoon Lotharius I, had deze Harald tot aanvallen tegen het rijk aangemoedigd. Rond 836 leidde Harald waarschijnlijk verschillende plundertochten in het Schelde estuarium. Belangrijke handelsplaatsen zoals Domburg en Antwerpen werden platgebrand. Na de verloren Slag bij Fontenay tegen zijn broers, beleende Lotharius in 841 verschillende gebieden in Frisia aan Harald en Rorik omdat zij getoond hadden bereid te zijn hem te steunen. De broers kregen zeggenschap over de gebieden in ruil voor de verdediging ervan tegen vijanden. Harald overzag het grondgebied vanaf Walcheren, Rorik vanaf Wieringen, samen bestuurden ze Dorestad. 
Na verschillende onderlinge oorlogen tussen de zoons van Lodewijk over de verdeling van het grondgebied, kwamen ze bij het Verdrag van Verdun in 843 een verdeling van de nalatenschap overeen. Daarna kon Lotharius zijn verplichtingen jegens de Deense broers niet meer nakomen.
In 842 is Harald waarschijnlijk gestorven. Na de dood van zijn broer, werd Rorik er valselijk van verdacht niet loyaal te zijn aan Lotharius en gevangengezet. Hij wist te ontvluchten. Hij zocht zijn toevlucht in het Oost-Francië van Lodewijk de Duitser, in Saksische gebieden bij de Deense grens. Met een vloot begon hij daarvandaan de kusten van Lotharius te bestoken, wellicht in 845 en in 846 in Midden-Frisia en Dorestad. De Deense koning Horik I werd evenwel verantwoordelijk gehouden voor de plunderingen van een van zijn rivalen. Horik wist een binnenlandse opstand te onderdrukken en Rorik moest de hoop opgeven de Deense troon te kunnen bemachtigen.
In 850 maakte Rorik gemene zaak met zijn neef Godfred Haraldson, de zoon van de verdreven Deense koning Harald Klak. Samen veroverden zij Utrecht en Dorestad. Lotharius was toen gedwongen Rorik als heerser van een groot deel van Frisia te erkennen en Rorik werd met het gebied beleend. Rorik kreeg de opdracht het gebied tegen andere Deense invallers te beschermen. Bisschop Hunger van het Sticht Utrecht vluchtte naar Deventer. De munt van Dorestad ging door met munten van Lotharius, zij het in verbasterde vormen als "IOTAMUS IMP(erator)". In 852 voerde Godfred Haraldson, na de moord op zijn vader eerder dat jaar, met een grote vloot een aanval op Frisia uit. In 854 wilde Godfred waarschijnlijk Rustringen, het gebied van zijn vader, heroveren. De Frankische vorsten stonden machteloos tegenover de invallen door de Vikingen en probeerden de Vikingleiders aan zich te binden door hun grote gebieden in leen te geven. De sterke economische positie van Dorestad was toen aan het afnemen, waarschijnlijk onder meer door veranderingen in de loop van de Rijn.
In 855 gaf Lotharius I het bestuur van Frisia en Dorestad aan zijn zoon Lotharius II. Rorik en Godfred keerden terug naar Denemarken, waar een jaar eerder Koning Horik I was gestorven en probeerden de macht te grijpen. Dit mislukte en ze keerden nog hetzelfde jaar naar Dorestad terug. In 857 veroverde Rorik met Lotharius' goedkeuring het Deense gebied ten noorden van de Eider tot de Schlei bij Hedeby, maar andere Vikingen maakten van zijn afwezigheid gebruik om Dorestad aan te vallen, zodat Rorik rond 860 snel moest terugkeren. Vanaf 861 vestigde Rorik zich waarschijnlijk permanent in Kennemerland, rond Hallem (Egmond-Binnen), omdat hij zich daar veiliger voelde voor de druk van Lodewijk de Duitser van het Oost-Frankische rijk. Dat zou verklaren waarom in 863 een Viking-aanval op Dorestad niet werd afgeslagen. Rorik werd in verband gebracht met de kapel van Sint Adalbert. Hij zou de door duinzand ondergestoven kapel hebben laten uitgraven en de Runxputte (bij de Adalbertusput) zou volgens de overlevering naar Rorik zijn vernoemd. In 863 kwamen de Vikingen opnieuw de Rijn op. Er gingen geruchten dat Rorik ze had doorgestuurd naar Xanten als ze zijn gebieden maar ongemoeid lieten. Dit was voor aartsbisschop Hincmar van Reims aanleiding brieven te schrijven aan Rorik en aan bisschop Hunger. Hunger kreeg de opdracht Rorik een passende boetedoening op te leggen als het gerucht juist zou zijn. In de brief aan Rorik schrijft Hincmar ook dat Rorik geen onderdak moest verlenen aan graaf Boudewijn I van Vlaanderen, omdat hij Judith, de dochter van de keizer, geschaakt had. Uit deze brieven blijkt dat Rorik zich toen net bekeerd had en gedoopt was.

## Einde van zijn leven
In 867 vond een opstand van opstandige Friese ingezetenen, Cokingi (mogelijk in Oostergo), plaats en werd Rorik uit (een deel van) Frisia verdreven. Dit duurde echter niet lang en Rorik keerde met hulp van Lotharius II voor 870 alweer terug. Lotharius overleed plotseling in 869, zonder wettige erfgenamen achter te laten. Bij het Verdrag van Meerssen (870) werd het Middenrijk verdeeld tussen Lotharius' ooms Karel de Kale en Lodewijk de Duitser. De grens over het Vlie liep dwars door het gebied van Rorik, zodat hij beide broers als leenheer kreeg, wat 'in beginsel' niet mogelijk was. Rorik moest een deel van zijn gebied afstaan, maar behield ook in Frisia ten westen van het Vlie, in Kennemerland, de macht. In 873 zwoer hij Lodewijk trouw in Aken, en dat is het laatste dat we van hem horen. Hij is gestorven vóór 882, toen Godfried de Noorman zijn gebieden in leen verkreeg. Misschien stierf Rorik al in 876, toen de Friezen de Noormannen een nederlaag toebrachten, waarbij Rorik niet meer wordt vermeld. In het necrologium (dodenboek) van Xanten wordt bij 22 augustus een Rorik genoemd, mogelijk hertog Rorik.